# Jarle Steinsland
Jarle Steinsland (Tysvær, 10 luglio 1980) è un ex calciatore norvegese, di ruolo centrocampista.

## Carriera

### Club
Steinsland iniziò la carriera professionistica con il Rosenborg, squadra per cui effettuò il debutto il 9 maggio 2001 nel successo per undici a zero in casa del Bossekop, nell'edizione stagionale della Coppa di Norvegia: sostituì infatti Erik Hoftun a circa metà del secondo tempo e pochi minuti dopo siglò la prima rete ufficiale della sua carriera. L'8 luglio dello stesso anno, fu schierato titolare nell'incontro di campionato del Rosenborg contro il Viking, che si concluse con un pareggio per uno a uno e che segnò il suo esordio nella massima divisione norvegese. Al termine della stagione, la sua squadra arrivò al primo posto in classifica e Steinsland si guadagnò così la prima medaglia della sua carriera.
Nel 2002 fu prestato allo Hønefoss, militante nell'Adeccoligaen. La prima gara con il nuovo club fu datata 1º settembre, quando entrò in campo in favore di Tor Arne Løvland nella sconfitta per tre a due in casa del Raufoss. Tornò al Rosenborg dopo altre tre presenze in campionato con la squadra, tutte da subentrante.
Fu così ceduto definitivamente al Vard Haugesund, squadra della seconda divisione (terzo livello del campionato norvegese). Nel 2003 contribuì alla promozione del club in Adeccoligaen, ma la squadra retrocesse immediatamente l'anno seguente. Nel 2006, si legò al Bryne, club dell'Adeccoligaen.
Esordì il 9 aprile nella vittoria per uno a zero sul Løv-Ham. Il 23 agosto dello stesso anno realizzò la prima rete con la maglia del Bryne, nel successo per quattro a due sul Follo. Restò al Bryne fino al 2008, anno in cui fu acquistato dallo Haugesund (squadra dell'Adeccoligaen): debuttò il 6 aprile nel tre a uno rifilato al Notodden. Nel 2009, contribuì alla vittoria in campionato del club e alla conseguente promozione in Tippeligaen. Proprio nella massima divisione arrivò la sua prima rete per lo Haugesund: segnò infatti la rete del definitivo cinque a uno sullo Hønefoss, sua ex-squadra. Si ritirò dopo il campionato 2011.

## Palmarès

### Giocatore

#### Club

##### Competizioni nazionali
- Tippeligaen: 1

Rosenborg: 2001
- Adeccoligaen: 1

Haugesund: 2009